# مارولاندا (کالداس)
مارولاندا (انگلیسی: Marulanda, Caldas) نام یک منطقه مسکونی در کلمبیا است.